# Bifurcammina
Bifurcammina es un género de foraminífero bentónico de la subfamilia Ammodiscinae, de la familia Ammodiscidae, de la superfamilia Ammodiscoidea, del suborden Ammodiscina y del orden Astrorhizida. Su especie-tipo es Bifurcammina bifurca. Su rango cronoestratigráfico abarca el Silúrico medio.

## Discusión
Clasificaciones previas incluían Bifurcammina en el suborden Textulariina del orden Textulariida.

## Clasificación
Bifurcammina incluye a las siguientes especies:
- Bifurcammina bifurca †
- Bifurcammina parallela †